# 盛鋼桶

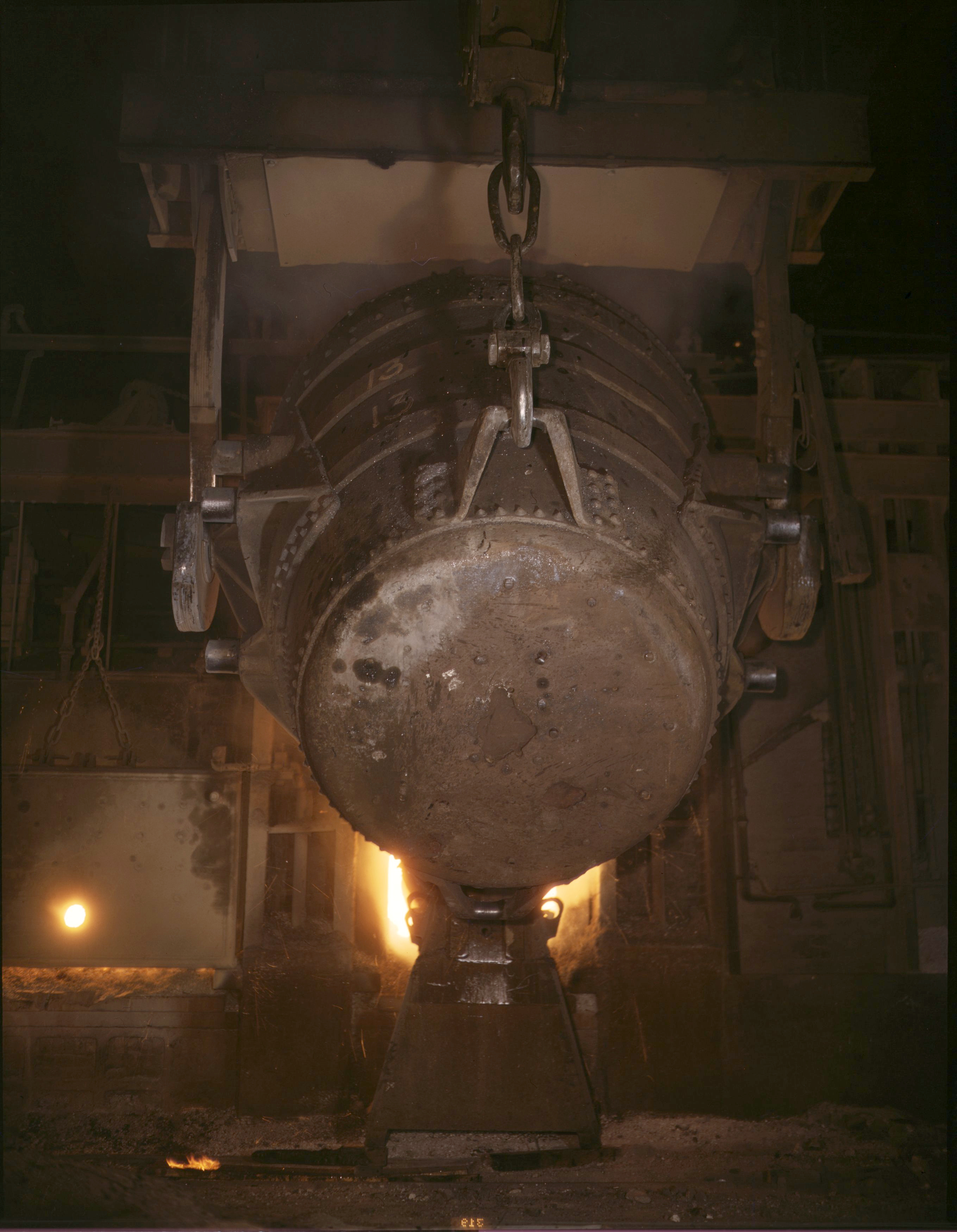
盛鋼桶將鋼液倒入熔爐製鋼

在鑄造廠中，盛鋼桶（或稱為巨觥或巨杓，俗稱鋼包或大罐）是一種用來運送和傾倒熔融金屬的容器。在許多非鐵金屬鑄造廠中，用來運送和傾倒熔融金屬的陶瓷坩堝也會被認為是盛鋼桶。
盛鋼桶的大小變化很大，小的通常有長柄可以手持，大者如煉鋼廠所使用的盛鋼桶可以承受330噸的重量，往往需要起重機或是特殊軌道輔助運作。在用來消除鋼液中硫的盛鋼桶精煉法中也會用到盛鋼桶。

## 性質
盛鋼桶為了要能夠在鑄造廠中承載大量熔融金屬，因此在設計上通常具備以下三種特色：
- 耐重：為了裝載密度甚大的熔融金屬，盛鋼桶必須能夠負荷很大的重量。
- 耐高溫：盛鋼桶必須能耐受極高的溫度已盛載熔點通常很高的金屬。
- 隔絕溫度的能力：盛鋼桶最好能阻絕熱傳遞，保持盛載的熔融金屬良好的流動性。

## 類型
盛鋼桶的類型往往以其目的的不同來分類，例如：
- 鑄造用盛鋼桶：用來把熔融金屬倒入模具形成鑄件的盛鋼桶。
- 運送用盛鋼桶：用來運送不同冶金過程中所需大量熔融金屬的盛鋼桶。
- 試驗用盛鋼桶：用來改變熔融金屬性質時使用的盛鋼桶。典型的例子是在盛鋼桶中加入各種不同元素將鑄鐵改變成球墨鑄鐵。

若按傾倒設計來區分，則大致有以下數種：
- 澆注式：直接在盛鋼桶的上方開出澆口（英语：Pitcher (container)），並利用傾斜倒出鋼液。
- 茶壺式：在盛鋼桶的側邊開出噴嘴，傾倒時可以盡量避免倒出懸浮於鋼液表面的雜質。
- 軸心式：噴嘴附近有軸控制盛鋼桶的傾倒。
- 底注式：在盛鋼桶的底部開口澆灌鋼液。和茶壺式一樣此法可以避免雜質倒出。

## 外部連結
- About ladles
- Small-scale metal casting including an image of a ladle （页面存档备份，存于）
- 鑄錠澆鑄工場設備簡介[永久]